# 広島県道279号広仁方停車場線
広島県道279号広仁方停車場線（ひろしまけんどう279ごう ひろにがたていしゃじょうせん）は、広島県呉市を通る一般県道である。

## 概要
呉市広本町1丁目から呉市仁方本町2丁目に至る。

### 路線データ
- 起点：呉市広本町1丁目（広交差点、国道185号交点、国道375号起点）
- 終点：呉市仁方本町2丁目（JR西日本呉線 仁方駅前）
- 実延長：8.867 km[1]

## 歴史
- 1968年（昭和43年）7月23日 - 広島県告示第603号により認定される[1]。

## 路線状況

### 重複区間
- 広島県道261号仁方港線（呉市仁方桟橋通・仁方桟橋入口交差点 - 呉市仁方本町2丁目）

### 道路施設

#### 橋梁
- 末広橋（呉市）
- 大師橋（錦三川、呉市）

## 地理
呉市広本町1丁目（起点） - 呉市広長浜2丁目間には1967年（昭和42年）12月まで路面電車（呉市交通局経営）が走っていた。

### 通過する自治体
- 呉市

### 交差する道路
| 交差する道路                                  | 交差する場所  | 交差する場所       |
| --------------------------------------------- | ------------- | ------------------ |
| 国道185号 国道375号 広島県道66号呉環状線 重複 | 広本町1丁目   | 広交差点 / 起点    |
| 広島県道261号仁方港線 重複区間起点            | 仁方桟橋通    | 仁方桟橋入口交差点 |
| 広島県道261号仁方港線 重複区間終点            | 仁方本町2丁目 |                    |

### 交差する鉄道
- 呉線

### 沿線
- 王子製紙 呉工場
- JR西日本呉線 仁方駅